# Leaders Cup
La Leaders Cup è un trofeo nazionale francese di pallacanestro organizzato annualmente dalla Federazione cestistica della Francia (FFBB).
Dal 1988 al 1993 si è disputato il Tournoi des As, a cui partecipavano le prime 4 squadre della Ligue Nationale de Basket-ball; dal 2003 il torneo è stato riproposto come Semaine des As e dal 2013 è conosciuto con il nome attuale.

## Formula
Vi partecipano le prime 8 squadre della Pro A.

## Albo d'oro

### Tournoi des As
| Stagione | Vincitore       | Secondo posto | Risultato |
| 1988     | Limoges CSP     | Cholet        | 88 - 85   |
| 1989     | Mulhouse        | Cholet        | 82 - 84   |
| 1990     | Limoges CSP     | Cholet        | 87 - 84   |
| 1991     | Pau-Lacq-Orthez | Limoges CSP   | 68 - 65   |
| 1992     | Pau-Lacq-Orthez | Limoges CSP   | 83 - 75   |
| 1993     | Pau-Lacq-Orthez | Cholet        | 71 - 58   |

### Semaine des As
| Stagione | Vincitore       | Secondo posto   | Risultato | MVP                            |
| 2003     | Pau-Lacq-Orthez | Le Havre        | 101 - 80  |                                |
| 2004     | Digione         | Le Mans         | 62 - 60   |                                |
| 2005     | Nancy           | BCM Gravelines  | 112 - 76  |                                |
| 2006     | Le Mans         | Bourg-en-Bresse | 78 - 60   | Eric Campbell, Le Mans         |
| 2007     | Roanne          | Le Mans         | 87 - 82   | Marc Salyers, Roanne           |
| 2008     | Cholet          | Vichy           | 67 - 40   | Nando de Colo, Cholet          |
| 2009     | Le Mans         | Orléans Loiret  | 74 - 64   | David Bluthenthal, Le Mans     |
| 2010     | ASVEL           | Orléans Loiret  | 70 - 69   | Mindaugas Lukauskis, ASVEL     |
| 2011     | BCM Gravelines  | Élan Chalon     | 79 - 71   | Yannick Bokolo, BCM Gravelines |
| 2012     | Élan Chalon     | BCM Gravelines  | 73 - 66   | Blake Schilb, Élan Chalon      |

### Leaders Cup
| Stagione | Vincitore      | Secondo posto   | Risultato     | MVP                               |
| 2013     | BCM Gravelines | Strasburgo      | 77 - 69       | Ludovic Vaty, BCM Gravelines      |
| 2014     | Le Mans        | Nanterre 92     | 64 - 59       | João Paulo Lopes Batista, Le Mans |
| 2015     | Strasburgo     | Le Mans         | 60 - 58       | Antoine Diot, Strasburgo          |
| 2016     | Monaco         | Élan Chalon     | 99 - 74       | Jamal Shuler, Monaco              |
| 2017     | Monaco         | ASVEL           | 95 - 91       | Serhij Hladyr, Monaco             |
| 2018     | Monaco         | Le Mans         | 83 - 78       | D.J. Cooper, Monaco               |
| 2019     | Strasburgo     | Bourg-en-Bresse | 98 - 97       | Jarell Eddie, Strasburgo          |
| 2020     | Digione        | ASVEL           | 77 - 69       | Rasheed Sulaimon, Digione         |
| 2021     | Non disputata  | Non disputata   | Non disputata | Non disputata                     |
| 2023     | ASVEL          | Bourg-en-Bresse | 83-74         | Nando de Colo, ASVEL              |
| 2024     | Paris          | Nanterre 92     | 90-85         | T.J. Shorts, Paris                |
| 2025     | Le Mans        | Monaco          | 104-96        | Trevor Hudgins, Le Mans           |

## Vittorie per club
| Club            | Vittorie | Anno                   |
| --------------- | -------- | ---------------------- |
| Pau-Lacq-Orthez | 4        | 1991, 1992, 1993, 2003 |
| Le Mans         | 4        | 2006, 2009, 2014, 2025 |
| Monaco          | 3        | 2016, 2017, 2018       |
| Limoges CSP     | 2        | 1988, 1990             |
| BCM Gravelines  | 2        | 2011, 2013             |
| Strasburgo      | 2        | 2015, 2019             |
| Digione         | 2        | 2004, 2020             |
| ASVEL           | 2        | 2010, 2023             |
| Mulhouse        | 1        | 1989                   |
| Nancy           | 1        | 2005                   |
| Roanne          | 1        | 2007                   |
| Cholet          | 1        | 2008                   |
| Élan Chalon     | 1        | 2012                   |
| Paris           | 1        | 2024                   |

## Record
I cestisti che detengono il numero maggiore di edizioni vinte sono:
| Nome           | Club                                | Vittorie | Anni                   |
| -------------- | ----------------------------------- | -------- | ---------------------- |
| Bangaly Fofana | ASVEL (1) Strasburgo (1) Monaco (2) | 4        | 2010, 2015, 2017, 2018 |
| / Ali Traoré   | ASVEL (1) Strasburgo (2) Monaco (1) | 4        | 2010, 2015, 2018, 2019 |

L'allenatore che detiene il numero maggiore di edizioni vinte è:
| Nome           | Club                                 | Vittorie | Anni                   |
| -------------- | ------------------------------------ | -------- | ---------------------- |
| Vincent Collet | ASVEL (1) Le Mans (1) Strasburgo (2) | 4        | 2006, 2010, 2015, 2019 |